# 大智路駅
座標: 北緯30度35分42.0秒 東経114度17分22.5秒 / 北緯30.595000度 東経114.289583度
大智路駅（だいちろえき）は中華人民共和国湖北省武漢市江岸区に位置する武漢地下鉄1号線と6号線の駅である。

## 駅構造
- 1号線は高架駅、6号線は地下駅である。

## 駅周辺
- 大智門駅 - 史蹟

## 歴史
- 2004年7月28日 - 1号線開業。
- 2016年12月28日 - 6号線開業。

## 隣の駅
武漢地下鉄
■1号線
三陽路駅 - 大智路駅 - 循礼門駅
■6号線
苗栗路駅 - 大智路駅 - 江漢路駅